# Chiesa Matrice di Santa Maria Maggiore di Pignola
La Chiesa Matrice di Santa Maria Maggiore, comunemente nota come Chiesa Madre, è la chiesa madre del comune di Pignola, in Basilicata.
È una delle chiese più grandi e antiche della Basilicata: la prima pietra dell'edificio venne posta nel 1390.

## Storia

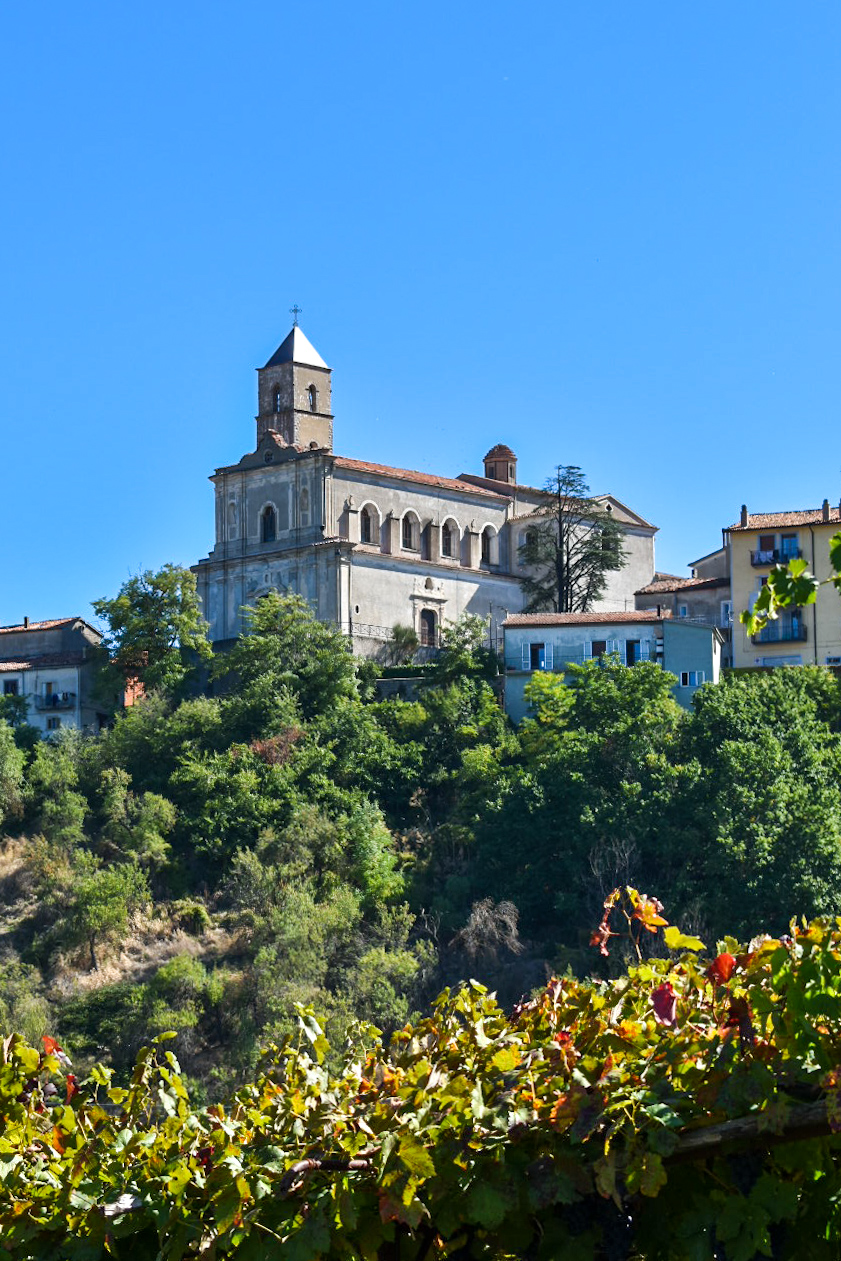
Chiesa Madre di Pignola

La prima struttura risale al XIII secolo. Nel 1390 il lapicida Trifoggio da Stigliano terminò il campanile.
La chiesa sorge nella parte più alta del paese, nel borgo detto "Terra Vecchia", dove si insediarono i primi abitanti provenienti da Castelglorioso, una località poco distante da Pignola, oggi chiamata Arioso; è affiancata da un maestoso campanile a base quadrata con cinque piani di apertura.

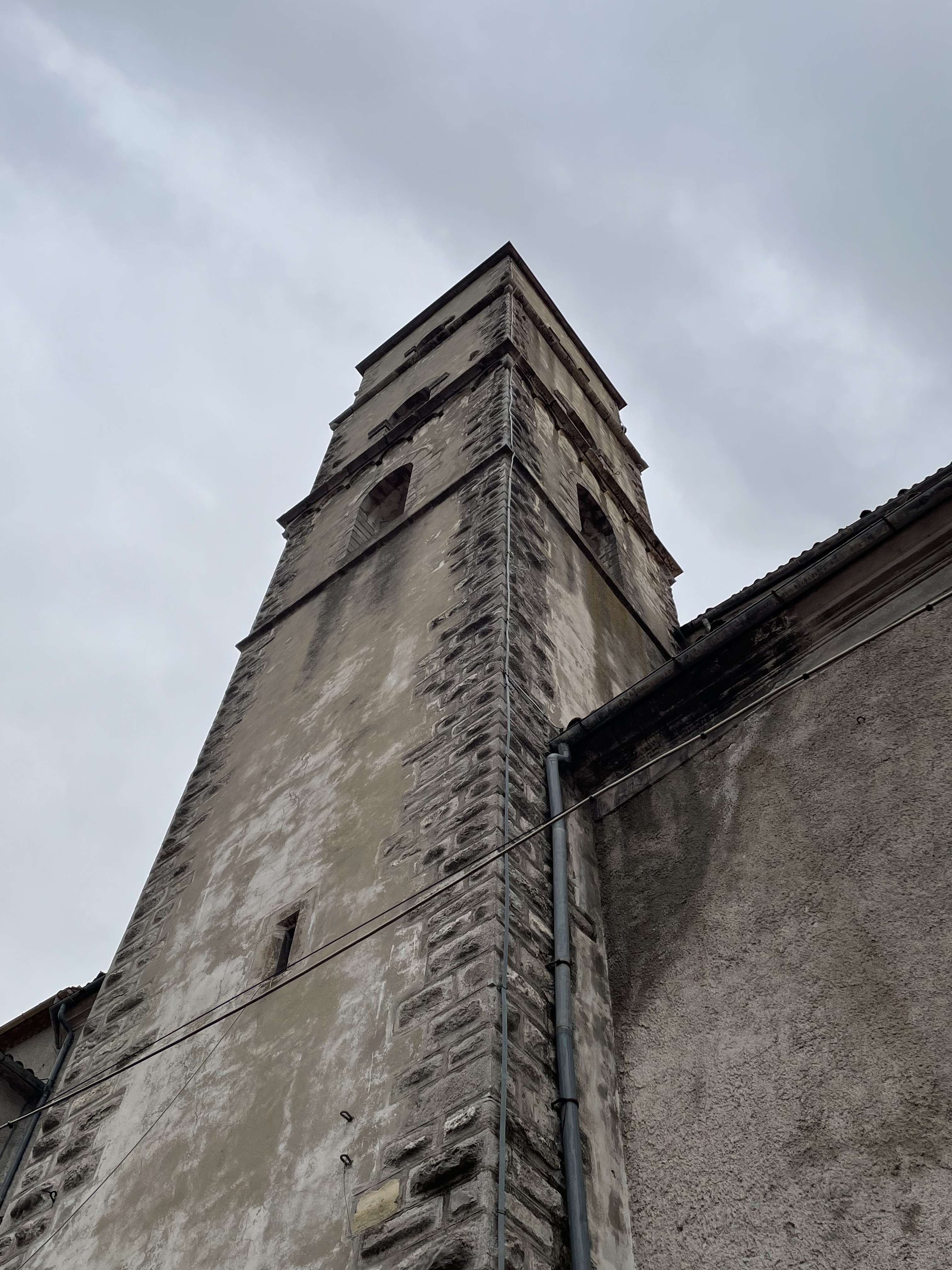
Campanile

Il terremoto del 1561 danneggiò seriamente la chiesa: la torre campanaria pericolante costituiva un serio pericolo per gli abitanti. Tre anni dopo i danni furono riparati, grazie all’intervento della Congregazione Romana. Nei secoli la chiesa è stata continuamente minacciata da eventi naturali di diverso tipo, non solo terremoti, ma anche fulmini. Nel 1701 e poi nel 1752 fu danneggiata da "potenti folgori cadute dal cielo" che provocarono il crollo di parte del campanile.
Anche nel 1857 una violenta scossa tellurica colpì la Basilicata e provocò gravi danni alla chiesa e al suo campanile che vide in quel momento l’abbattimento della cuspide che lo sovrastava. 

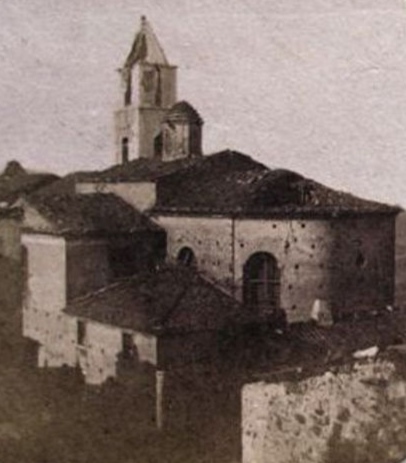
Chiesa Madre nel 1858

Il terremoto del 23 novembre 1980 danneggiò seriamente l’edificio, che rimase chiuso per dieci anni fino alla riapertura al culto avvenuta nel 1990.

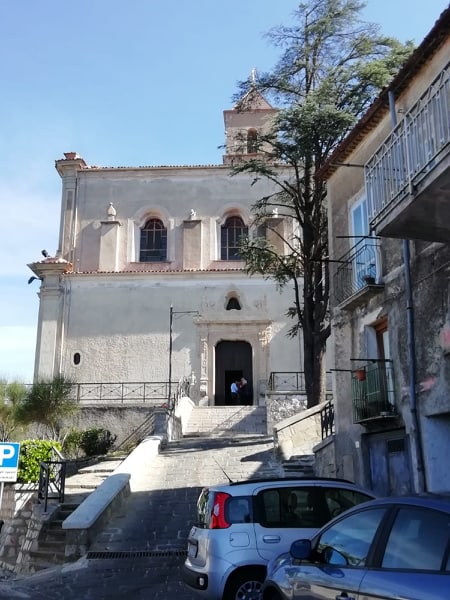
Entrata laterale

## Descrizione

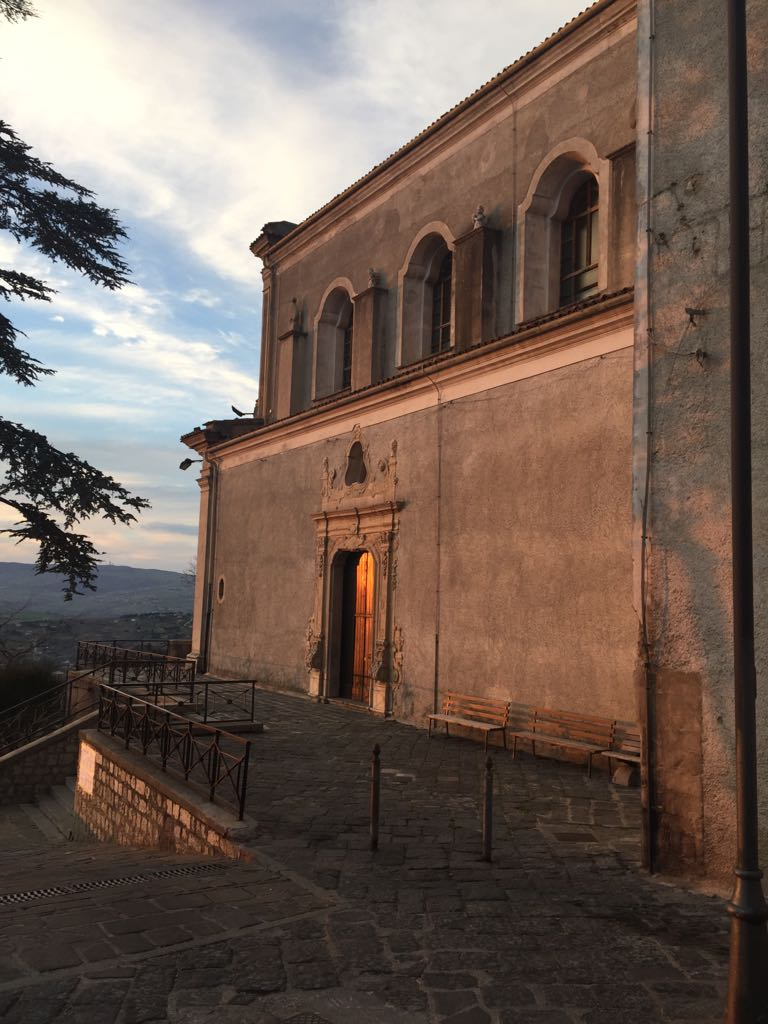
Sagrato

Alla chiesa, che si articola su due ordini sovrapposti, si accede da una scalinata ampia attraverso due diversi portali: uno centrale sulla facciata principale e l’altro sul lato destro della chiesa. Entrambi i portali sono decorati e recano al di sopra dei cartigli con iscrizioni contenenti la data del 1784, anno in cui terminarono i lavori di riedificazione dell’edificio.

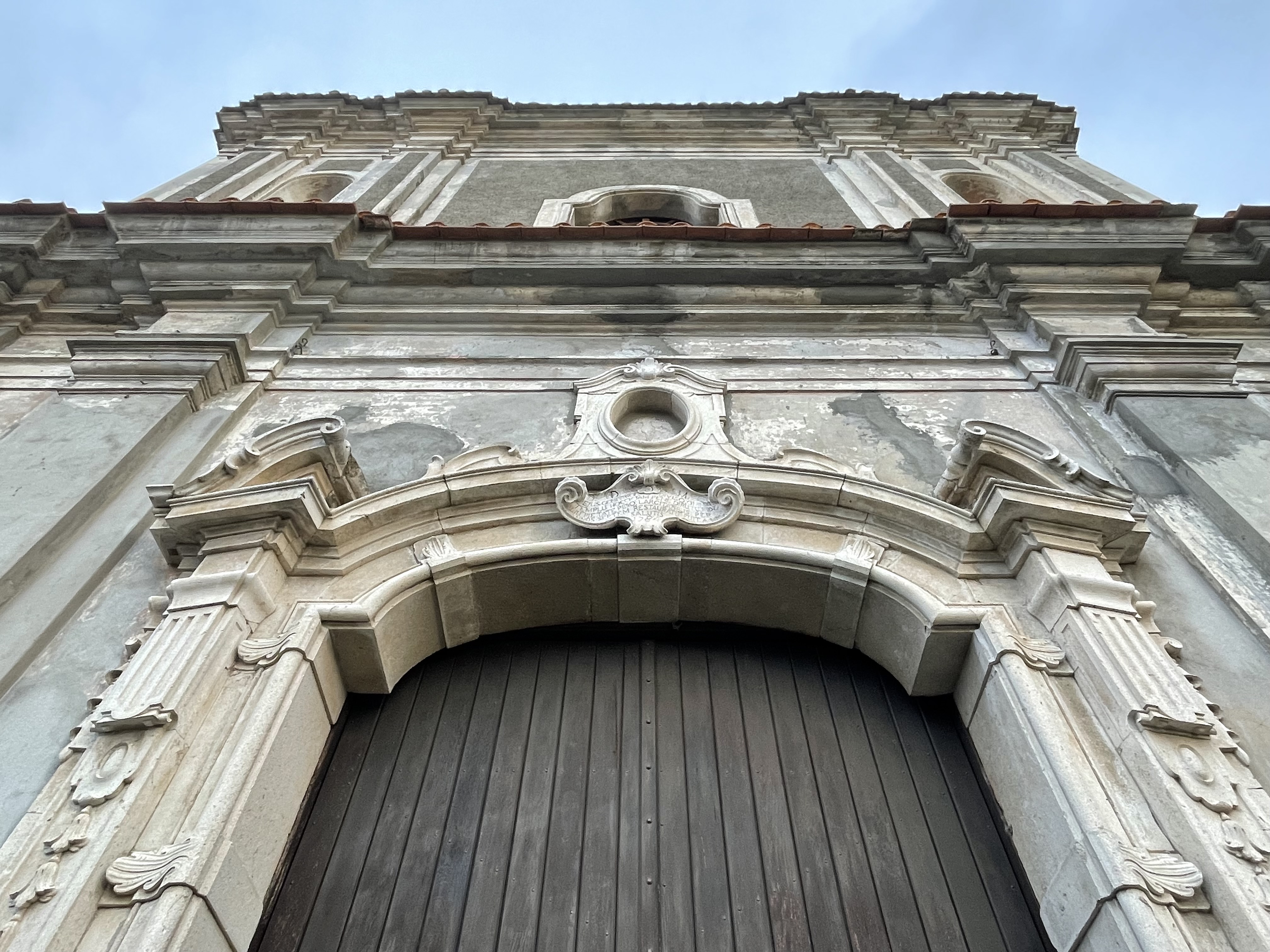
Facciata principale

La pianta è a croce latina, con otto cappelle laterali, presbiterio e coro, con transetto destro caratterizzato da tre altari e con transetto sinistro appena accennato. La navata misura 55 per 27metri. L’ambiente risulta luminoso e proporzionato: i colori prevalenti sono il grigio e l’ocra sulle pareti su cui si appoggiano semicolonne dipinte ad imitazione del marmo. Il pavimento è in marmo bianco con fasce dipinte. La cupola, poggiata su quattro pilastri, è decorata ai quattro angoli con immagini raffiguranti gli Evangelisti. Sulla volta a botte, tra rosoni e ghirlande dorate, sono rappresentati in stucco dipinto: Il sacrificio di Abramo, la Creazione, Il Figliol prodigo, Sant'Emidio, protettore dei terremoti e Sant'Ireneo, protettore della pace.

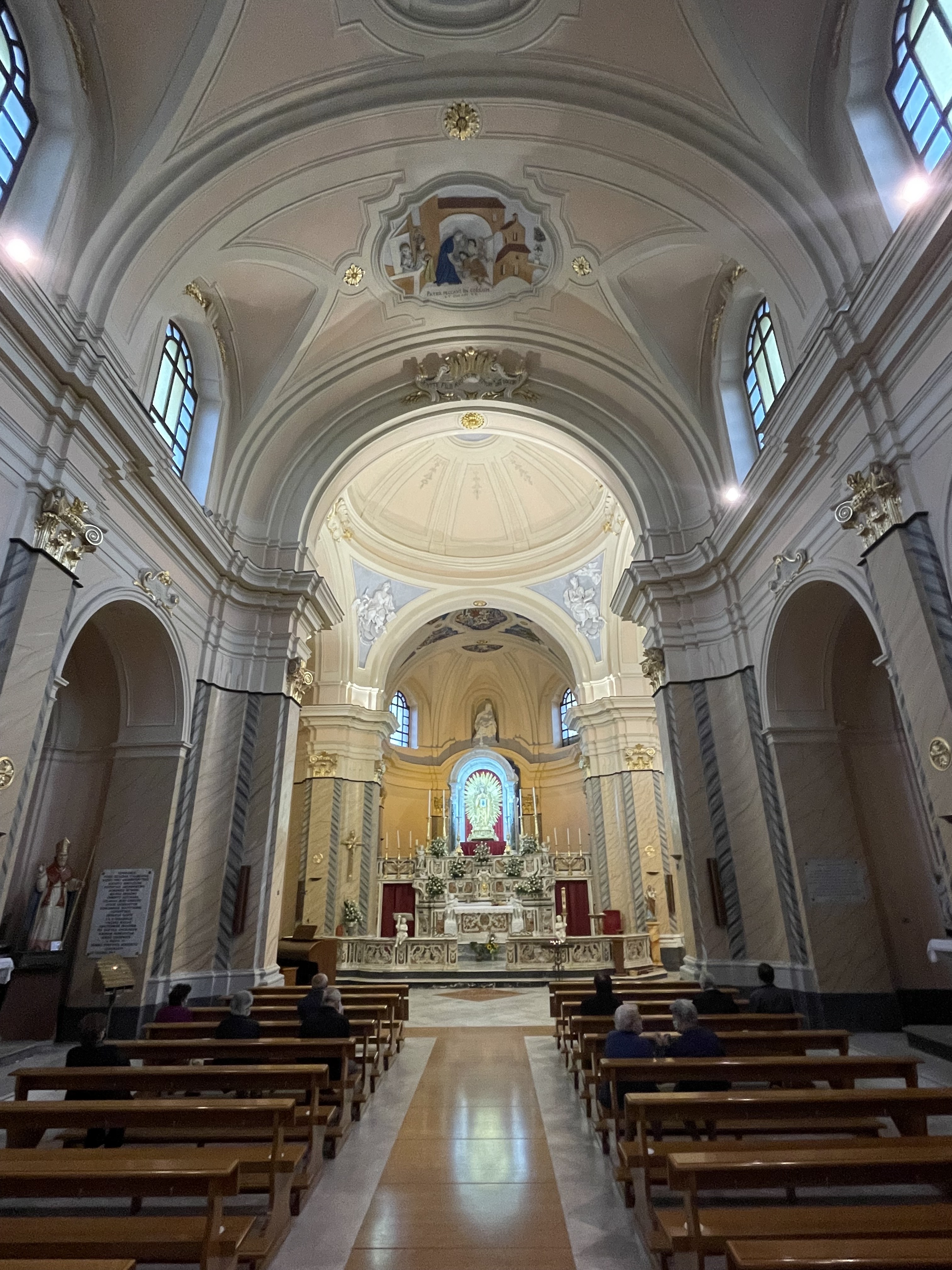
Interno

Il transetto termina a destra con un cappellone dedicato alla Madonna del Carmine, dove ci sono tre altari in marmo policromo. Su quello centrale è posta un’urna lignea contenente le ossa di San Felice. L’altare di destra è dedicato a Santo Stefano e quello di sinistra a San Giuseppe. Al di sopra dell’altare centrale è posta una tela raffigurante la Madonna del Carmelo e le anime purganti. Ai lati della tela due nicchie contenenti due statue: una raffigurante l’Arcangelo Michele che calpesta il maligno, l’altra l’Arcangelo Raffaele che volge lo sguardo verso Tobiolo seduto ai suoi piedi e gli indica il cielo. Sopra gli altari laterali altre due tele: a sinistra la Crocifissione con San Giuseppe piangente e San Carlo Borromeo, a destra una Madonna con Bambino e Santi.
Il pulpito, addossato al pilastro sinistro della cupola, è realizzato in legno policromo e si compone di una scala rettilinea con una balaustra intagliata e di un podio con una balaustra decorata da lesene e pannelli marmorizzati.
Il presbiterio sopraelevato è circoscritto da una balaustra di marmo. Al centro l’altare maggiore sopraelevato a sua volta e staccato dalla parete di fondo. Fu realizzato nel 1795 ed esprime un carattere barocco, con girali vegetali, vasi di fiori e altri ornati resi con marmi di vario colore.
Il tabernacolo è ornato con volute e teste di putti. L'altare delimita la zona retrostante del coro, isolandolo dal presbiterio. A ridosso dell'altare maggiore nel 1954 venne eretto il trono per la Madonna, una robusta nicchia in marmo di Carrara che ospita la statua nei mesi da Maggio a Settembre.

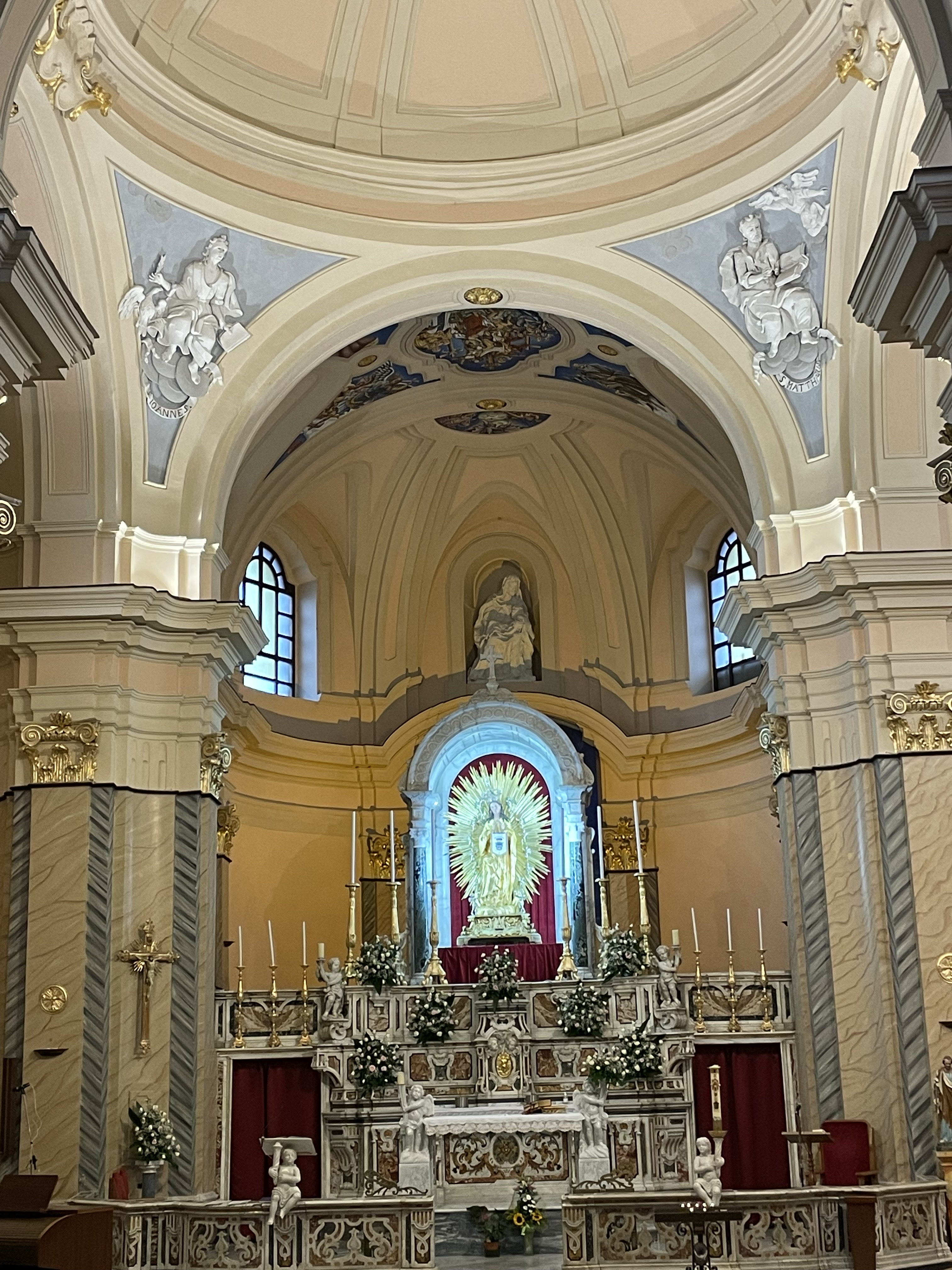
Altare con la Protettrice di Pignola

Il coro risale al XIX secolo. Fu costruito nel 1805 da maestranze artigiane di Pignola residenti a Grassano. È caratterizzato da un gusto sobrio e classicheggiante e segue l’andamento curvilineo della parete absidale a cui si appoggia ed è composto da due file di seggi.

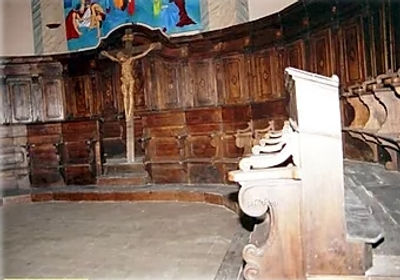
Coro Chiesa Madre di Pignola

## Cappelle
La chiesa conta sette cappelle, ognuna dedicata ad un santo differente. Queste le cappelle presenti nella chiesa:
- la Cappella del Santo Rosario, accanto all'altare maggiore, sulla navata sinistra. L'altare è ottocentesco e si compone di una mensa poggiante su volute con rosone centrale. Su di esso un polittico con al centro la Madonna del Rosario con S. Domenico e Santa Caterina da Siena.
- la Cappella di San Pietro Apostolo, la seconda cappella a sinistra dell’altare maggiore. L'altare, in marmi policromi intarsiati, è ornato da volute. Sull'altare era collocata la tela del Martirio di San Pietro

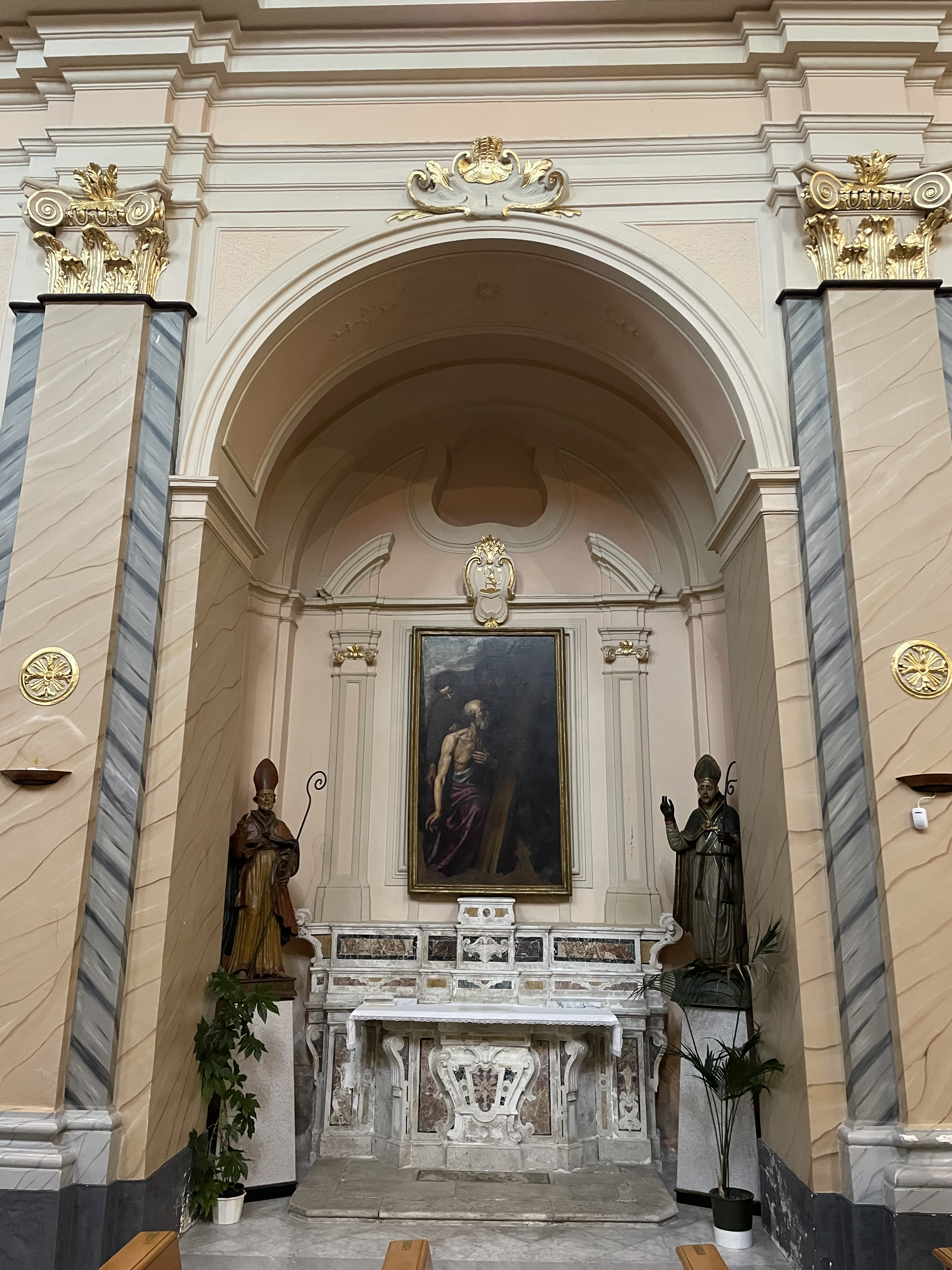
Cappella di San Pietro

- la Cappella del Battistero, la terza cappella a sinistra dell’altare maggiore, delimitata da una piccola balaustra di marmo con disegno a trafori di volute intrecciate. Il fonte battesimale è parzialmente incassato nella parete, poggia su un piede cilindrico ed è inserito in una decorazione parietale in stucco.

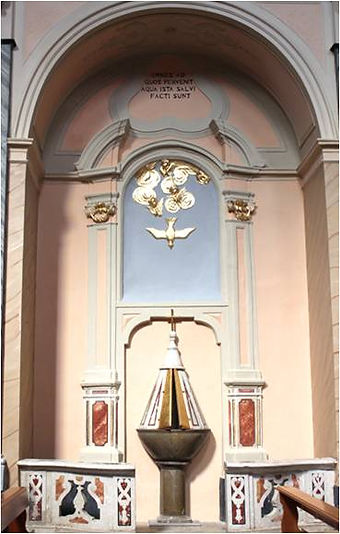
Fonte battesimale

- la Cappella di San Lorenzo e di San Michele è situata vicino all'ingresso principale della chiesa, alla sua sinistra. È priva di altare. Ospitava un confessionale. La cappella prende il nome dall'opera raffigurante il Martirio di San Lorenzo, realizzata da un ignoto pittore del XVIII secolo, copia dell’omonima opera realizzata da Tiziano tra il 1548 e il 1557.
- la Cappella di San Giovanni Evangelista è a destra dell’ingresso principale e custodisce la tela raffigurante il Miracolo di san Francesco da Paola, firmata da Feliciano Mangieri nel 1832.
- la Cappella dell’Immacolata Concezione, la seconda a destra della navata. La statua dell’Immacolata Concezione, che oggi si conserva nella nicchia sovrastante l'altare della cappella, proviene probabilmente dal Convento di San Michele Arcangelo di Pignola, di cui oggi non rimane quasi nulla.
- la Cappella di Sant'Antonio da Padova. Sull'altare è sistemata una nicchia che ospita la statua lignea di Sant'Antonio da Padova.[5][6][7]